# 卢尔迈
卢尔迈（法語：Lourmais，法語發音：[luʁmɛ]）是法国伊勒-维莱讷省的一个市镇，位于该省北部，属于圣马洛区。

## 地理
卢尔迈（48°27'0"N, 1°43'39"W）面积7.22 平方千米，位于法国布列塔尼大區伊勒-维莱讷省，该省份为法国西北部沿海省份，位于布列塔尼半岛东部，北濒大西洋，西接阿摩尔滨海省和莫尔比昂省，南至大西洋卢瓦尔省，西南端接曼恩-卢瓦尔省，东临马耶讷省，东北与芒什省接壤。
与卢尔迈接壤的市镇（或旧市镇、城区）包括：博讷曼、孔堡、特雷默厄克。

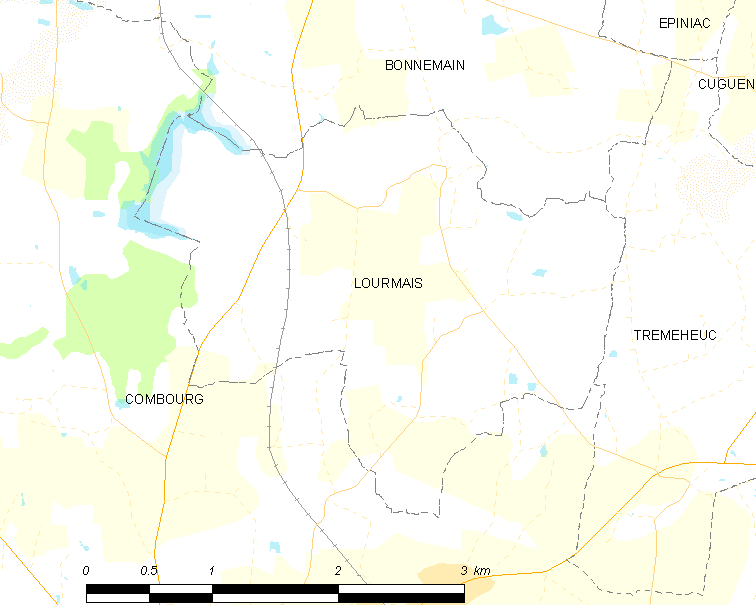
卢尔迈的OSM定位图

卢尔迈的时区为UTC+01:00、UTC+02:00（夏令时）。

## 行政
卢尔迈的邮政编码为35270，INSEE市镇编码为35159。

## 政治
卢尔迈所属的省级选区为孔堡县。

## 人口

1962-2008年间卢尔迈人口变化图示

卢尔迈于2022年1月1日时的人口数量为335人。